# Mianmarban történt légi közlekedési balesetek listája
A Mianmarban történt légi közlekedési balesetek listája mind a halálos áldozattal járó, mind pedig a kisebb balesetek, meghibásodások miatt történt, gyakran csak az adott légiforgalmi járművet érintő baleseteket is tartalmazza évenkénti bontásban.

## Indonéziában történt légi közlekedési balesetek

### 2019
- 2019. május 8. A Biman Bangladesh légitársaság BG 060-as számú járata, egy Bombardier Dash 8–A400 típusú, S2-AGQ lajstromjelű utasszállító repülőgép leszállás közben a kifutópályát elhagyta és a gép teste három részre szakadt. A balesetben 17 fő megsérült. A gépen 33 fő utazott.[1][2]
- 2019. május 12. A Myanmar Airlines UB-103-as számú járata, egy Embraer 190-LR típusú utasszállító repülőgép az orrfutómű kinyílása nélkül kényszerült leszállni Mandalay repülőterén. A balesetben nem sérült meg senki. A gépen 89 fő utazott. A hatóságok az eset kapcsán vizsgálatot indítottak.[3]